# Haywards Heath
Haywards Heath est une ville du Sussex de l'Ouest dans le Sud de l'Angleterre.

## Jumelages
- Bondues (France)
- Traunstein (Allemagne)